# Quijotes
Os quijotes foram itens que compunham uma armadura defensiva destinadas a proteger as pernas, também conhecidos como musleras, ou ainda quixotes em seu nome adaptado para o português. Em geral, este tipo de armadura parece ter sido composto por diversos metais, e a sua área de proteção ia da parte pouco superior aos joelhos até os quadris do cavaleiro.

## Referência
- COIMBRA, Álvaro da Veiga, Noções de Numismática. SP. Secção Gráfica da Faculdade de Filosofia, Ciências e Letras da Universidade de São Paulo, 1965.